# Santiago Eraso
Santiago Eraso és un gestor cultural basc, conegut per haver sigut director d'Arteleku i l'actual director de Madrid Destino. Ha estat membre del jurat de selecció dels artistes de DISONANCIAS 2006, i assessor del projecte des d'Arteleku. Gestor cultural, llicenciat en Filosofia i Lletres, ha dirigit el centre d'art i cultura contemporània Arteleku a Sant Sebastià fins a l'any 2006. Al llarg d'aquests anys ha participat en diferents fòrums i trobades on s'han debatut les qüestions centrals del pensament contemporani. També forma part de l'equip de direcció d'"Arte y pensamiento" de la Universidad Internacional de Andalucía. És assessor de continguts del nou projecte cultural (Centro Internacional de Cultura Contemporánea) de Sant Sebastià.